# Saint-Pierre (Alpes-de-Haute-Provence)
Pour les articles homonymes, voir Saint-Pierre.
Saint-Pierre (parfois Saint-Pierre-d'Entrevaux ou Saint-Pierre-Figette) est une commune française, située dans le département des Alpes-de-Haute-Provence en région Provence-Alpes-Côte d'Azur.
Le nom de ses habitants est Saint-Pierrois.

## Toponymie
La localité apparaît pour la première fois dans les textes au XIe siècle (ecclesia sancti Petri), selon l’église placée sous le patronage de l’apôtre Pierre, en occitan Pèire, francisé par la suite. Le nom de Puget-Figette est formé du diminutif de puy, dans le sens de montagne : c’est donc la petite montagne.
La communauté de Chaudol apparaît dès 1044 (Caldo) ; son nom est formé sur la racine oronymique (désignant une montagne) *KaL-.

## Histoire

### Moyen Âge
Le village est issu du déplacement de Puget-Figette, communauté existante depuis au moins le XIIIe siècle, et située sur une colline plus au nord. Le village change d’emplacement après les guerres de religion, et prend le nom de Saint-Pierre vers 1660.
Au départ, la communauté dépend du prieuré Saint-Pierre, relevant de l’abbaye Saint-Victor de Marseille, du XIe siècle au XIVe siècle. Le fief appartient aux Glandevès (XIIIe siècle), puis aux Rostang (XIVe siècle) et aux Villeneuve (XVe siècle). Au XIIe siècle, l’habitat se regroupe sur une colline, entre la cime de Borrel et le pic Salomon, avec le nom de Puget-Figette et avec une église sous le vocable de Saint-Étienne. À cette époque et jusqu’en 1245, la communauté de Saint-Pierre relevait de la baillie d’Outre-Siagne, circonscription administrative du comté de Provence. Celle-ci est ensuite démembrée en plusieurs circonscriptions plus petites, et après une période de stabilisation, on sait qu’en 1264 Saint-Pierre faisait partie de la viguerie de Puget-Théniers.
La mort de la reine Jeanne Ire ouvre une crise de succession à la tête du comté de Provence, les villes de l’Union d'Aix (1382-1387) soutenant Charles de Duras contre Louis Ier d'Anjou. Mais ce dernier, entre les mauvais souvenirs qu'il a laissé lors de sa tentative de conquête en 1368 et la confusion des premières années sur la réalité de la mort de Jeanne Ire, ne se rallie que peu de communautés. La communauté de Figette (Saint-Pierre) est conquise par le parti angevin au début de la guerre après que la confiscation ait été prononcée (Jean de Grimaldi, l’ancien seigneur, étant carliste). Le village est donné en récompense à Pierre Balbi, seigneur de Tende, le 20 juin 1385.
Les communautés médiévales de Chaudol et Chauragnesse, fortement dépeuplées par la crise du XIVe siècle (Peste noire et guerre de Cent Ans), sont annexées par celle de Saint-Pierre au XVe siècle, la communauté de Saint-Pierre étant elle-même déclarée inhabitée en 1471. Le prieuré est abandonné avec la crise démographique.

### Temps modernes
Au XVIe siècle, le terroir est progressivement repeuplé, en s’installant autour du château : la communauté porte le nom de Saint-Pierre-Figette. Au XVIIIe siècle, l’habitat se déplace à nouveau. À la fin de l’Ancien Régime, Saint-Pierre est rattachée à la viguerie d’Annot et le hameau de Besseuges, qui faisait partie de la communauté, est réuni à celle de La Penne en 1760. Le fief appartient aux d’Arquier (XVIIe siècle) puis aux Rasque jusqu’à la Révolution.

### Époque contemporaine
Durant la Révolution française, pour suivre le décret de la Convention du 25 vendémiaire an II invitant les communes ayant des noms pouvant rappeler les souvenirs de la royauté, de la féodalité ou des superstitions, à les remplacer par d'autres dénominations, la commune reprend son ancien nom de Puget-Figette,.
La Révolution et l’Empire apportent nombre d’améliorations, dont une imposition foncière égale pour tous, et proportionnelle à la valeur des biens de chacun. Afin de la mettre en place sur des bases précises, la levée d’un cadastre est décidée. La loi de finances du 15 septembre 1807 précise ses modalités. Dès 1817, le cadastre dit napoléonien de Sausses est achevé.

## Géographie

### Localisation
Le village est situé à 760 m d’altitude, à 5 km de La Rochette et 8 de La Penne.
La particularité de la commune est d'être située dans le département des Alpes-de-Haute-Provence mais le code postal est le 06260 correspondant à Puget-Théniers.

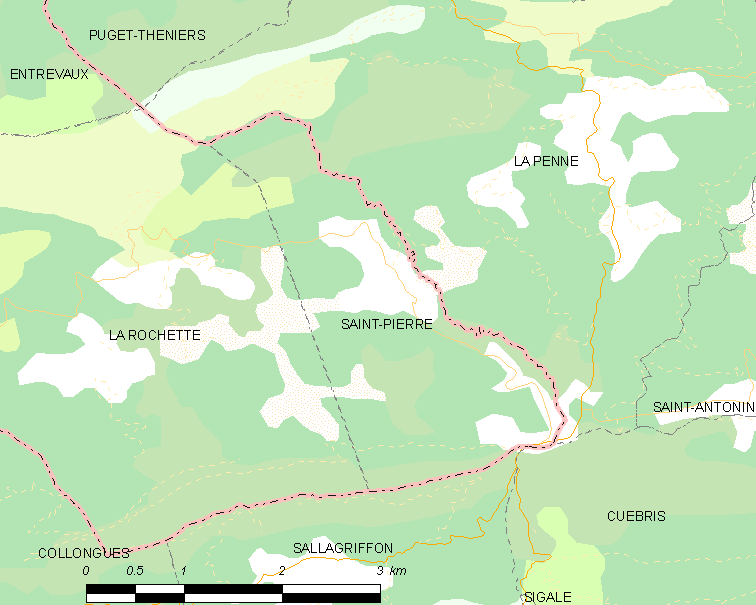
Saint-Pierre et les communes voisines (Cliquez sur la carte pour accéder à une grande carte avec la légende).

### Voies de communications et transports

#### Voies routières
La commune est accessible par les D2211A et D10, depuis Puget-Théniers qui se trouve sur la route nationale 202.

#### Transports en commun
- Transport en Provence-Alpes-Côte d'Azur

Un réseau des lignes de transport dessert régulièrement l'ensemble des communes des départements des Alpes-de-Haute-Provence - Alpes-Maritimes et Var,.

### Environnement
La commune compte 383 ha de bois et forêts, soit 68 % de sa superficie.

### Géologie et relief
Le col du Trébuchet 1 141 m et un relief proche "Le Pic de Salomon".

### Risques majeurs
La commune de Saint-Pierre est exposée à troisrisques naturels :
- feu de forêt ;
- inondation ;
- mouvement de terrain.

La commune de Saint-Pierre n’est exposée à aucun des risques d’origine technologique recensés par la préfecture ; aucun plan de prévention des risques naturels prévisibles (PPR) n’existe pour la commune ; le Dicrim existe depuis 2011.
La commune a été l’objet de plusieurs arrêtés de catastrophe naturelle : en 1984 pour un tremblement de terre, et pour des inondations, coulées de boue et glissements de terrain en 1994. Le dernier tremblement de terre fortement ressenti dans la commune est celui du 23 février 1887, et dont l’épicentre était situé à Bussana Vecchia, en Italie ; il a atteint une intensité macro-sismique ressentie de VII et demi sur l’échelle MSK (causant d’importants dégâts aux maisons),.

### Sismicité
Aucune des 200 communes du département n'est en zone de risque sismique nul. Le canton d'Entrevaux auquel appartient Saint-Pierre est en zone 2 (sismicité moyenne) selon la classification déterministe de 1991, basée sur les séismes historiques, et en zone 4 (risque moyen) selon la classification probabiliste EC8 de 2011

### Hydrographie et les eaux souterraines
Cours d'eau sur la commune ou à son aval :
- rivière le Rioulan ;
- Ruisseau de Besseuges ;
- vallons de st-antonin, des miolans ;
- gros vallon ;
- ravin des moulières.

### Climat
Pour des articles plus généraux, voir Climat de Provence-Alpes-Côte d'Azur et Climat des Alpes-de-Haute-Provence.
En 2010, le climat de la commune est de type climat méditerranéen altéré, selon une étude du Centre national de la recherche scientifique s'appuyant sur une série de données couvrant la période 1971-2000. En 2020, Météo-France publie une typologie des climats de la France métropolitaine dans laquelle la commune est dans une zone de transition entre le climat de montagne et le climat méditerranéen et est dans la région climatique Var, Alpes-Maritimes, caractérisée par une pluviométrie abondante en automne et en hiver (250 à 300 mm en automne), un très bon ensoleillement en été (fraction d’insolation > 75 %), un hiver doux (8 °C) et peu de brouillards.
Pour la période 1971-2000, la température annuelle moyenne est de 11,6 °C, avec une amplitude thermique annuelle de 16,1 °C. Le cumul annuel moyen de précipitations est de 989 mm, avec 5,4 jours de précipitations en janvier et 4,4 jours en juillet. Pour la période 1991-2020, la température moyenne annuelle observée sur la station météorologique de Météo-France la plus proche, « Ascros », sur la commune d'Ascros à 7 km à vol d'oiseau, est de 10,8 °C et le cumul annuel moyen de précipitations est de 930,1 mm. 
La température maximale relevée sur cette station est de 34,4 °C, atteinte le 18 juillet 2023 ; la température minimale est de −10,7 °C, atteinte le 28 février 2018,,.
Les paramètres climatiques de la commune ont été estimés pour le milieu du siècle (2041-2070) selon différents scénarios d'émission de gaz à effet de serre à partir des nouvelles projections climatiques de référence DRIAS-2020. Ils sont consultables sur un site dédié publié par Météo-France en novembre 2022.

## Urbanisme

### Typologie
Au 1er janvier 2024, Saint-Pierre est catégorisée commune rurale à habitat dispersé, selon la nouvelle grille communale de densité à 7 niveaux définie par l'Insee en 2022.
Elle est située hors unité urbaine. Par ailleurs la commune fait partie de l'aire d'attraction de Nice, dont elle est une commune de la couronne,. Cette aire, qui regroupe 100 communes, est catégorisée dans les aires de 200 000 à moins de 700 000 habitants,.

### Occupation des sols
L'occupation des sols de la commune, telle qu'elle ressort de la base de données européenne d’occupation biophysique des sols Corine Land Cover (CLC), est marquée par l'importance des forêts et milieux semi-naturels (77,4 % en 2018), une proportion identique à celle de 1990 (77,4 %). La répartition détaillée en 2018 est la suivante : 
forêts (77,3 %), prairies (19,4 %), zones agricoles hétérogènes (3,2 %), milieux à végétation arbustive et/ou herbacée (0,1 %).
L'évolution de l’occupation des sols de la commune et de ses infrastructures peut être observée sur les différentes représentations cartographiques du territoire : la carte de Cassini (XVIIIe siècle), la carte d'état-major (1820-1866) et les cartes ou photos aériennes de l'IGN pour la période actuelle (1950 à aujourd'hui).

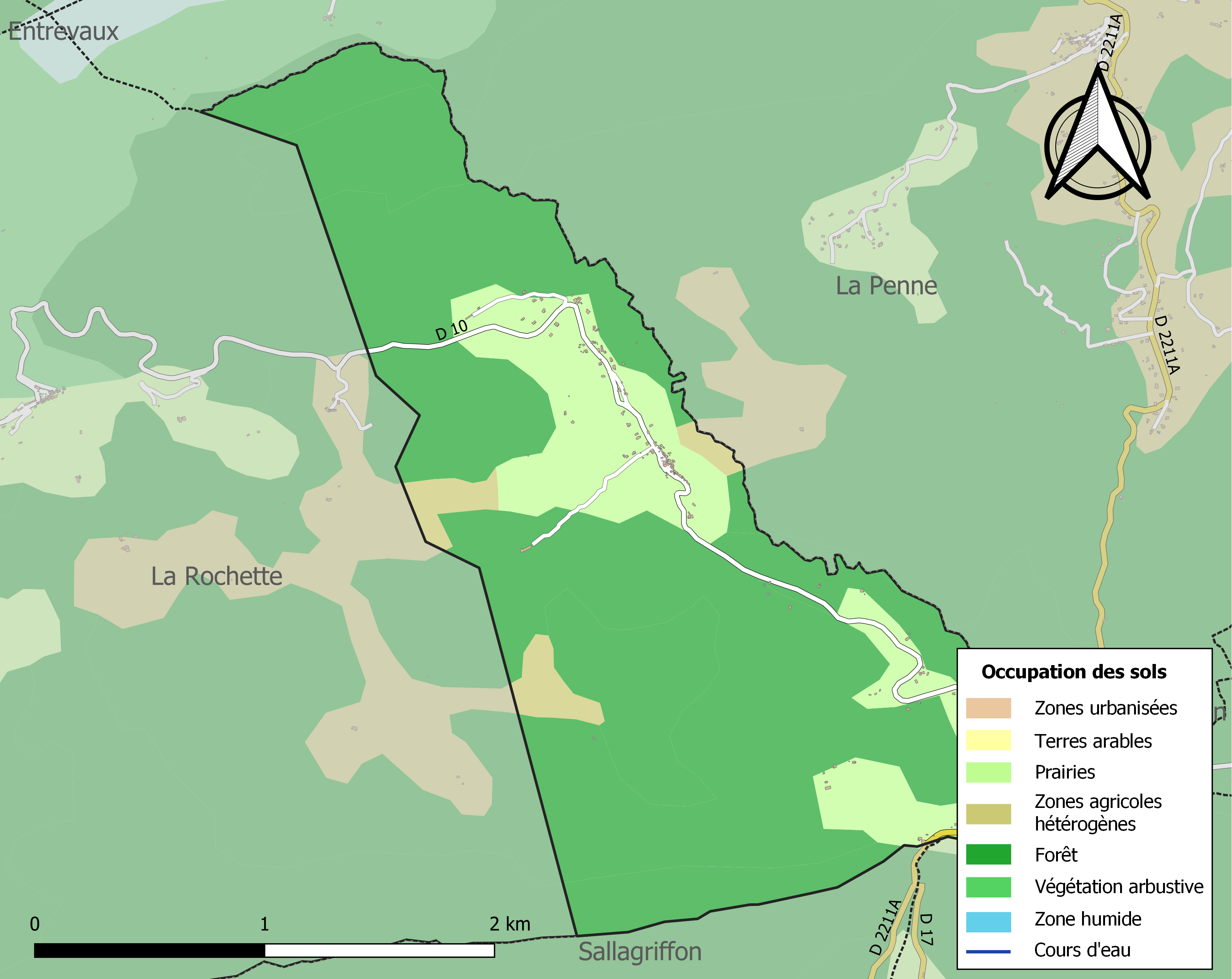
Carte de l'occupation des sols de la commune en 2018 (CLC).

## Héraldique
| Blason de Saint-Pierre | Blason  | Fascé d'or et de gueules de six pièces et deux clefs d'argent passées en sautoir, brochant sur le tout,. |
| Blason de Saint-Pierre | Détails | Armes parlantes. Clés de saint Pierre. Le statut officiel du blason reste à déterminer.                  |

## Économie

### Entreprises et commerces

#### Agriculture
- Culture de céréales, de légumineuses et de graines oléagineuses.
- Élevage.

#### Tourisme
- Gite rural[42].
- Restaurant à La Penne[43].

#### Commerces
- Commerces de proximité à Puget-Théniers.

## Politique et administration

### Municipalité
| Période                                  | Période   | Identité          | Étiquette | Qualité |
| ---------------------------------------- | --------- | ----------------- | --------- | ------- |
| Les données manquantes sont à compléter. |           |                   |           |         |
| Mai 1945                                 |           | César Dalmas      |           |         |
| Maire en 1970                            |           | Annette Aerts     | SE        |         |
| mars 1983                                | mars 2014 | Michel Chièr      | DVG,      |         |
| avril 2014                               | juin 2016 | Patrick Nobile    | DVD       |         |
| juillet 2016                             | En cours  | Sauveur Patricola | DVD       |         |

Le maire Sauveur Patricola accorde sa signature à Marine Le Pen pour la présidentielle de 2017.

### Budget et fiscalité 2019
En 2019, le budget de la commune était constitué ainsi :
- total des produits de fonctionnement : 137 000 €, soit 1 417 € par habitant ;
- total des charges de fonctionnement : 142 000 €, soit 1 466 € par habitant ;
- total des ressources d’investissement : 81 000 €, soit 837 € par habitant ;
- total des emplois d’investissement : 58 000 €, soit 595 € par habitant.
- endettement : 51 000 €, soit 521 € par habitant.

Avec les taux de fiscalité suivants :
- taxe d’habitation : 21,67 % ;
- taxe foncière sur les propriétés bâties : 30,00 % ;
- taxe foncière sur les propriétés non bâties : 83,88 % ;
- taxe additionnelle à la taxe foncière sur les propriétés non bâties : 0,00 % ;
- cotisation foncière des entreprises : 0,00 %.

Chiffres clés Revenus et pauvreté des ménages en 2017.

### Intercommunalité
Saint-Pierre fait partie: 
- de 2008 à 2016 de la communauté de communes du Pays d'Entrevaux[54] ;
- à partir du 1er janvier 2017, de la communauté de communes Alpes Provence Verdon.

### Urbanisme
La Communauté de communes Alpes Provence Verdon - Sources de Lumière, créée le 24 novembre 2016 avec effet le 1er janvier 2017, regroupe désormais 41 communes. Cet Établissement public de coopération intercommunale (EPCI) s'est engagé dans une démarche d’élaboration d’un Plan local d’urbanisme intercommunal (PLUi).

## Population et société

### Démographie

#### Évolution démographique
En 2022, Saint-Pierre comptait 97 habitants. À partir du XXIe siècle, les recensements réels des communes de moins de 10 000 habitants ont lieu tous les cinq ans (2008, 2013, 2018, etc. pour Saint-Pierre). Depuis 2004, les autres chiffres sont des estimations.
| 1471     | 1765 | 1793 | 1800 | 1806 | 1821 | 1831 | 1836 | 1841 | 1846 |
| -------- | ---- | ---- | ---- | ---- | ---- | ---- | ---- | ---- | ---- |
| inhabité | 185  | 198  | 109  | 179  | 162  | 199  | 144  | 180  | 199  |

| 1851 | 1856 | 1861 | 1866 | 1872 | 1876 | 1881 | 1886 | 1891 | 1896 |
| ---- | ---- | ---- | ---- | ---- | ---- | ---- | ---- | ---- | ---- |
| 207  | 182  | 146  | 145  | 145  | 127  | 139  | 124  | 93   | 105  |

| 1901 | 1906 | 1911 | 1921 | 1926 | 1931 | 1936 | 1946 | 1954 | 1962 |
| ---- | ---- | ---- | ---- | ---- | ---- | ---- | ---- | ---- | ---- |
| 111  | 107  | 119  | 97   | 118  | 107  | 98   | 104  | 91   | 53   |

| 1968 | 1975 | 1982 | 1990 | 1999 | 2008 | 2022 | - | - | - |
| ---- | ---- | ---- | ---- | ---- | ---- | ---- | - | - | - |
| 51   | 37   | 50   | 71   | 73   | 111  | 97   | - | - | - |

L’histoire démographique de Saint-Pierre, après l’abandon complet au XVe siècle et la lente croissance allant de la fin du XVe siècle aux années 1830, est marquée par une période d’« étale » où la population reste stable à un niveau élevé. Cette période dure de 1831 à 1856. L’exode rural provoque ensuite un mouvement de diminution de longue durée. En 1921, la commune enregistre la perte de plus de la moitié de sa population par rapport au maximum historique de 1851 (même si elle repasse ponctuellement au-dessus de ce seuil, en 1926-1931 et 1946). Le mouvement de perte se poursuit jusqu’aux années 1970, où le plancher représente une perte de 82 % du maximum de 1851. Depuis, on assiste à un mouvement inverse qui a permis un triplement de population par rapport au minimum historique de 1975, et un retour au-dessus du seuil de la moitié de la population de 1851.

### Enseignement
Comme de nombreuses communes du département, Saint-Pierre se dote d’écoles bien avant les lois Jules Ferry : en 1863, elle compte chacune leur école dispensant une instruction primaire aux garçons, au village chef-lieu. Aucune instruction n’est donnée aux filles : ni la loi Falloux (1851), qui impose l’ouverture d’une école de filles aux communes de plus de 800 habitants, ni la première loi Duruy (1867), qui abaisse ce seuil à 500 habitants, ne concernent la commune. Ce n’est qu’avec les lois Ferry que les filles des trois communes sont scolarisées.
La commune de Saint-Pierre dépend de l'Académie d'Aix-Marseille (Rectorat de Nice).
Elle est dotée d’une école comportant une classe unique en primaire et une classe unique en maternelle. Dans le même bâtiment, un point-lecture informatisé (Le réseau des Médiathèques de la Communauté de communes Alpes Provence Verdon - Sources de Lumière (CCAPV) est installé, dans le cadre d'un réseau de 8 médiathèques et 10 bibliothèques qui maillent le territoire répartit en 5 secteurs.
Les établissements scolaires les plus proches sont à :
- Collèges : Puget-Théniers, Annot ;
- Lycées : Vence, Valdeblore.

### Santé
Les professionnels et établissements de santé les plus proches :
- médecins à Villars-sur-Var ;
- kinésithérapeute à Touët-sur-Var ;
- Infirmiers à Villars-sur-var ;
- pharmacie à Entrevaux ;
- hôpitaux à Puget-Théniers.

### Cultes
- Culte catholique, Paroisse Notre-Dame du Var[65], Diocèse de Nice.

## Lieux et monuments

Monuments de Saint-Pierre.
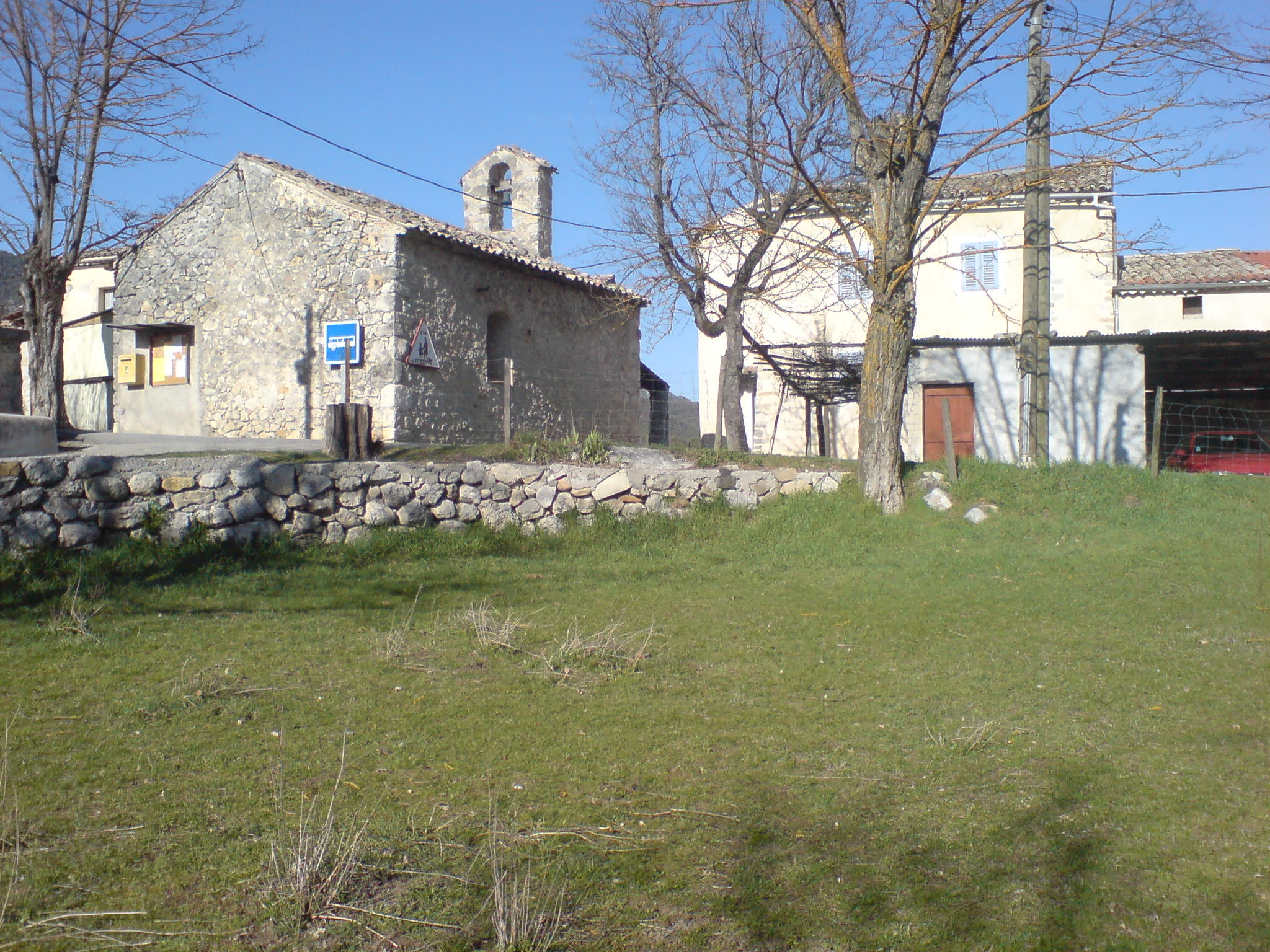
Chapelle du village de Saint-Pierre.
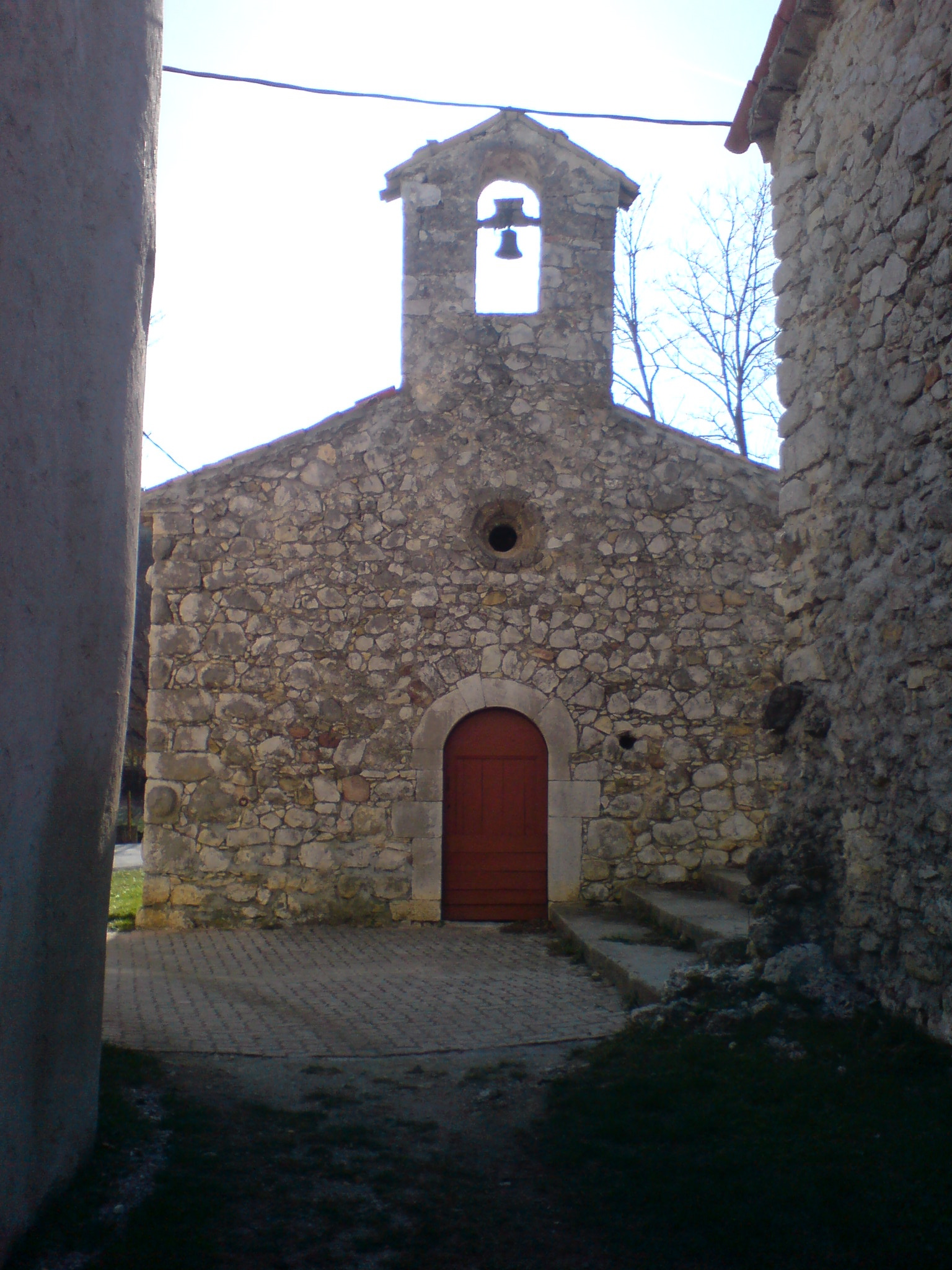
La façade de la chapelle.
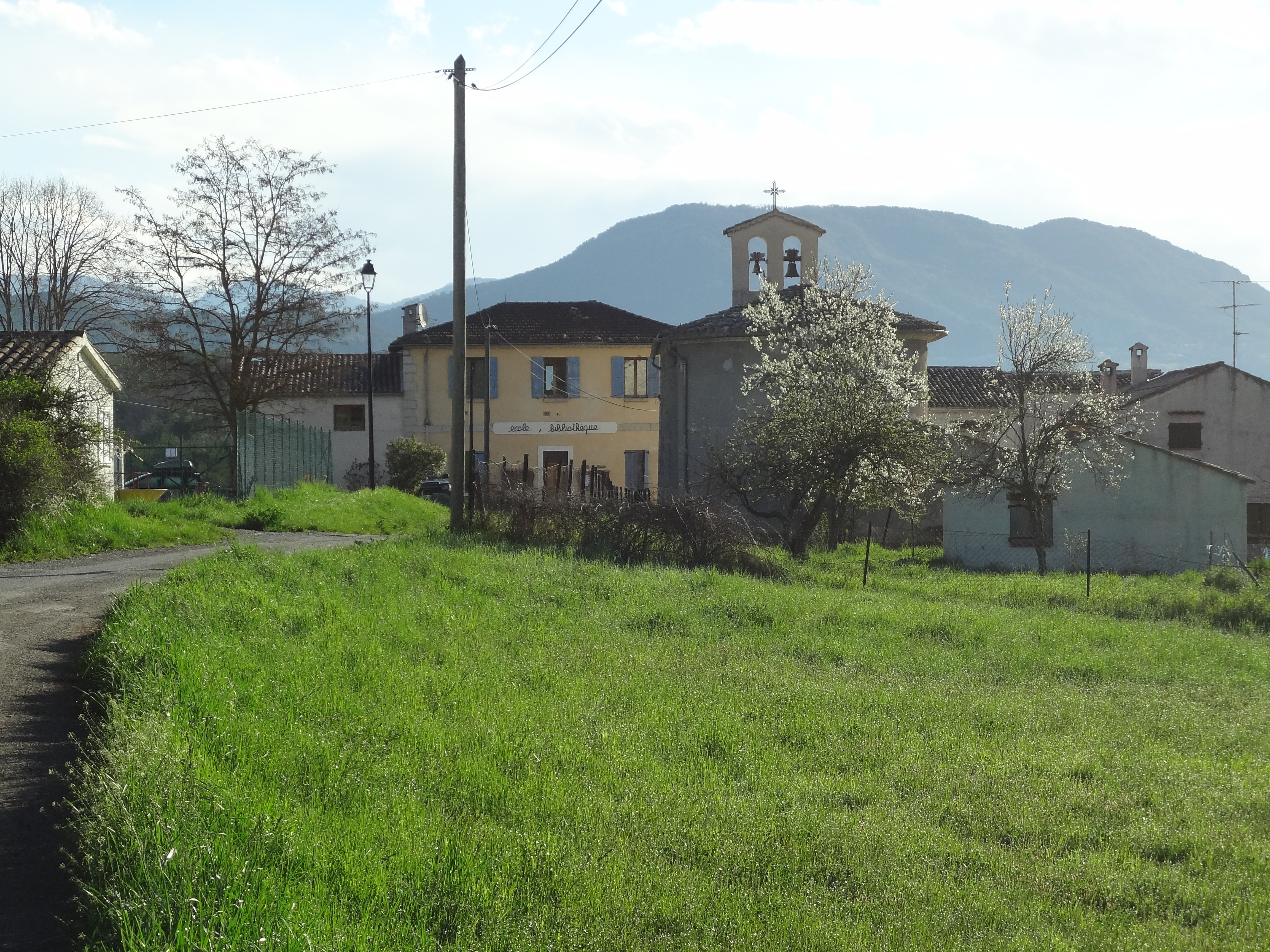
L'église Saint-Étienne et l'école.
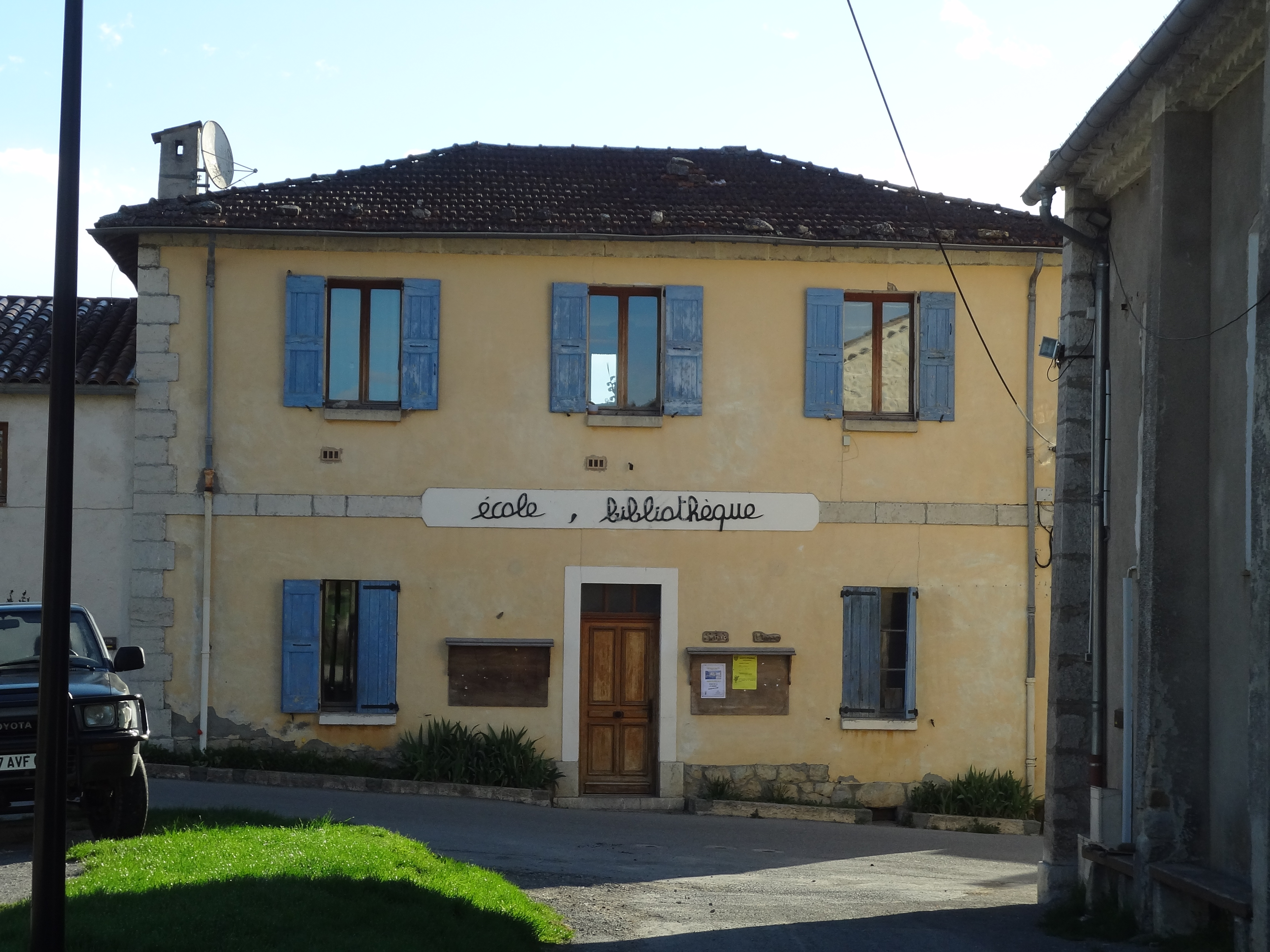
L'école.

- Puget-Figette, en ruines, avec son église et le donjon XIIe siècle, dit tour Saint-Étienne ;
- maison fortifiée dite château des Isnardy, du nom d'une des plus vieilles familles notables de Saint-Pierre (1673) ;
- église Saint-Étienne (XIXe siècle) :
  - deux cierges porte-pascals, en bois doré et peint[66],
  - bustes de saint Pancrace et saint Fortunat, style Louis XIV (fin XVIIe siècle[67]), classés monuments historiques au titre objet[68],
  - un tableau représentant l’Adoration des bergers, signé du peintre Joseph André et daté par lui de 1662, classé monument historique au titre objet[69],
  - un triptyque représentant la Vierge à l’Enfant (sculptée) entre saint Pierre et saint Paul (peints) ;
- chapelle au village, 1612 (date figurant sur une pierre enchâssée dans la façade) ;
- chapelle au hameau du château ;
- ruines de la tour du Douanier, entre Saint-Pierre et Besseuge[70].